# Bruinwangbaardbuulbuul
De bruinwangbaardbuulbuul (Alophoixus bres; synoniem: Criniger bres) is een zangvogel uit de familie Pycnonotidae (buulbuuls).

## Verspreiding en leefgebied
Java en Bali.

## Status
De grootte van de populatie is niet gekwantificeerd maar de soort wordt omschreven als zeldzaam. In 2020 was de vogel op veel plaatsen verdwenen waar het tot 1990 nog algemeen was. Op de Rode lijst van de IUCN heeft deze soort daarom de status bedreigd.